# Алферсе
Алферсе (порт. Alferce) — район (фрегезия) в Португалии, входит в округ Фару. Является составной частью муниципалитета Моншике. По старому административному делению входил в провинцию Алгарве (регион). Входит в экономико-статистический субрегион Алгарве, который входит в Алгарве. Население составляет 512 человека на 2001 год. Занимает площадь 95,31 км².